# Stade Bollaert-Delelis
Pour les articles homonymes, voir Bollaert et Delelis.
Le stade Bollaert-Delelis (prononcer /bɔ'laʁt dələlis/) est le principal stade de football de Lens, ville du Pas-de-Calais. Construit de 1932 à 1933, il est la résidence du Racing Club de Lens depuis son ouverture, à l'exception de la saison 2014-2015, lors de sa rénovation pour l'Euro 2016. Jusqu'en 2013, le stade pouvait accueillir 41 229 spectateurs, pour une ville de 36 728 habitants, mais pour une aire urbaine de plus de 550 000 habitants. Après rénovation, la capacité d'accueil du stade est passée à 38 223 personnes.
Le stade doit son nom à deux hommes importants dans l'histoire du Racing Club de Lens : Félix Bollaert (1855-1936), président de la Compagnie des mines de Lens, soucieux de favoriser le développement des clubs sportifs de la région et qui décida de la construction du stade en 1931, entre les fosses no 1 et no 9 de la Compagnie, et André Delelis (1924-2012), maire de Lens pendant plus de trente ans et ministre du premier gouvernement Mauroy, qui « sauva » le stade et l’équipe au moment où, à la fin de l’exploitation charbonnière, les houillères s’en étaient dessaisi.

## Histoire

### Le contexte amenant vers un nouveau stade à Lens
À sa création, en 1906, le Racing Club de Lens occupe alors la Place Verte (actuelle Place de la République) où il dispute ses matchs. Mais lassé par tant d'agitations causées par les joueurs lensois qui sont pour la plupart de jeunes lycéens, les riverains les obligent à déménager, ce qui force le RC Lens à émigrer provisoirement vers la fosse no 2 - 2 bis et la pâture Mercier, avant de s'attirer encore une fois les foudres des propriétaires des lieux. C'est alors que la Compagnie des mines de Lens décide de mettre à leur disposition un champ (actuelle Cité des fleurs), avant de le reprendre en 1912 afin d'y construire des logements pour ses mineurs. Les Lensois sont donc obligés de déménager une nouvelle fois, et le club s'installe alors au Parc de la Glissoire, à proximité de la fosse no 5 - 5 bis, mais son nouveau terrain est malheureusement détruit, comme presque toute la ville, pendant la Première Guerre mondiale. Le directeur du Comité de secours américain décide alors d'entreprendre la restauration d'une ancienne piste d'entraînement pour chevaux de courses qui est déblayée, restaurée puis nivelée afin de la rendre apte à la pratique du football, qui l'occupe jusqu'en 1922, avant de s'en servir comme terrain d'entraînement et de retourner au Parc des Glissoires.
Depuis 1920, le RC Lens se développe à toute vitesse. Avec ses nouveaux joueurs venus de Pologne pour travailler à la mine et après la naissance de son premier club de supporters, le Supporters Club Lensois, le Racing connaît ses premiers succès. En effet, il remporte le championnat d'Artois, puis la Promotion d'Honneur quelques années plus tard, et intègre donc la Division d'Honneur, en 1929. Le club reçoit aussi ses premières subventions de la part de la ville de Lens, qui s’intéresse de plus en plus à son équipe de football. Elles lui permettent alors de gérer les déplacements dans les régions Nord-Pas-de-Calais et Picardie, le stade municipal Raoul-Briquet (aujourd'hui Léo-Lagrange et toujours occupé par la réserve du RC Lens) lui étant loué gratuitement.
Cependant, la Compagnie des mines de Lens, la plus puissante de France à l'époque, décide le 6 novembre 1929 d'acheter une parcelle de terrain en friche entre ses fosses nos 1 et 9 afin d'y construire un nouveau stade, conforme à ses nouvelles ambitions.

### 1932-1933: un an et demi de construction
À partir de 1932, la construction du stade commence. Cette réalisation est établie selon les plans de l'ingénieur en chef des travaux du jour de la Compagnie, Auguste Hanicotte. Confiée à plusieurs centaines de chômeurs qui s'activent durant des mois sur un terrain longeant la Ligne Arras - Dunkerque-Locale et déplacent plus de quatre-vingt-mille mètres cubes de terre, elle est menée par Gustave Spriet, ingénieur et chef du service des constructions, mais aussi membre de la famille d'un ancien maire lensois du siècle précédent, Henri Spriet. En janvier 1933, au cours des nouveaux terrassements du stade, les ouvriers découvrent deux gros obus et vingt-deux grenades non éclatés. En avril, le député maire de l'époque, Alfred Maës, annonce à toutes les associations présentes la future inauguration du stade, fixée au dimanche 21 mai 1933.
À l'approche de la date finale, le comité d'organisation convie au début du mois de mai 1933 des dizaines de sociétés, mais également les champions olympiques de l'École de Joinville, qui préparent huit tableaux sportifs, comme le saut en hauteur ou le lancer du disque. Des centaines de mineurs polonais étant présents lors de cette fête, les organisateurs décident de jouer en début de cérémonie les hymnes nationaux français et polonais.
Le 18 juin 1933, et à l'initiative de Félix Bollaert, le président du Conseil d'administration de la Compagnie, le nouveau stade est inauguré sportivement devant quelques milliers de personnes, venues se presser pour un tel évènement. À la mort de celui-ci, en 1936, son nom est donné fort logiquement à une enceinte appelée jusque-là stade des Mines.
Le Racing club de Lens joue le 26 août 1934, contre Calais, son premier match dans un stade qui n'avait pas été pensé comme le sien, mais qui le deviendra très durablement.

### L'évolution du stade

#### Jusqu'en 1970
En 1937, le RC Lens accède pour la première fois de son histoire à l'élite du football français. Ce stade de forme ovale, construit et entretenu par des mineurs, et animé par eux les jours de match, fait déjà la fierté de la ville et acquiert une certaine réputation. En 1954, l'éclairage permet de disputer des matches en nocturne. Mais en même temps que les mines, le club et le stade sont en déclin lors des années 1960.

#### La mairie à la rescousse
Au début des années 1970, les Houillères sont victimes de la crise économique et ne peuvent plus prendre en charge les importants travaux de rénovation nécessaires. L'entreprise signe donc le 1er avril 1974 une convention de mise à disposition gratuite du stade à la ville de Lens.
Lors d'un match opposant le RC Lens à l'AS Nancy-Lorraine en août 1973, le pire a été évité lorsqu'un bloc de béton a chuté du toit de la tribune honneur, sans faire la moindre victime. La municipalité décide alors d'entreprendre des travaux pour la mise aux normes de sécurité. Par la même occasion, des rénovations sont entreprises afin de pouvoir accueillir les Coupes d'Europe, que Lens dispute pour la première fois en 1975.
Le 7 septembre 1976, la municipalité devient définitivement propriétaire du stade en le rachetant pour un franc symbolique. Trois mois plus tard, le 4 décembre 1976, une tribune de 12 000 places debout, est inaugurée lors d'un match opposant le RCL au FC Nantes (1-1) : la Trannin (tribune Ouest).
L'année suivante, avec la première qualification du RC Lens pour la Coupe UEFA, le stade est une nouvelle fois rénové, avec l'amélioration de l'éclairage et le début de la construction d'une nouvelle tribune : la Tony Marek-Xercès Louis (tribune Nord), d'une capacité de 10 000 places debout et 5 000 assises.

#### Avec l'Euro 1984
En 1984, la France se voit attribuer l'organisation du Championnat d'Europe de football, et Bollaert fera partie des stades retenus avec l'octroi de deux rencontres. Le stade fait alors peau neuve avec une nouvelle amélioration de l'éclairage, l'ajout d'un étage de 3 600 places à la tribune Lepagnot (au Sud), et surtout l'érection d'une nouvelle tribune de 20 000 places debout, la Delacourt (à l'Est). Le stade Bollaert devient alors un stade carré, « à l'anglaise ». Il accueille également en son sein les bureaux du RC Lens.
Lens devient alors connu pour sa particularité d'avoir un kop sur le bord de la pelouse et non derrière les buts, dans une tribune qui s'appelle à l'époque « les Secondes ».
La capacité du stade est portée à 51 000 places. Le 15 février 1992, le record de spectateurs pour un match de Division 1 est battu, avec 48 912 personnes venues voir Lens-Marseille.

#### Bollaert accueille les Coupes du monde
La France remporte l'organisation d'une grande compétition : la Coupe du monde de football de 1998, et Lens est encore une fois de la partie. Le stade Bollaert entame alors une profonde transformation : trois de ses tribunes sont détruites pour être reconstruites intégralement. La Trannin, dont la démolition a débuté en juillet 1995 rouvre en février 1996, tout comme la tribune Delacourt dont la reconstruction est achevée en août 1996. Vient ensuite la tribune Lepagnot qui est terminée l'année suivante. Un retard dans l'aboutissement de ces travaux amène toutefois les responsables du stade à renoncer à accueillir un match du Tournoi de France disputé en juin 1997, pour lequel le stade était initialement pressenti.
Les installations du stade se modernisent encore (vestiaires, sécurité, équipements en télécommunications, loges...). Conformément aux nouvelles normes de sécurité, Bollaert perd sa dernière tribune debout, la Marek. La tradition lors des matches du RC Lens restera cependant, pour les spectateurs dans cette tribune, de se tenir debout.
À l'issue de cette rénovation, le nombre de places se réduit à 41 649, toutes assises.
En 2002, la ville de Lens, propriétaire des lieux, concède un bail emphytéotique de cinquante ans au club de Lens. C'est donc lui qui gère et entretient le stade à sa guise. Seuls les travaux les plus importants restent à la charge de la municipalité lensoise.
La tribune Lepagnot subit un lifting en 2004 avec l'installation de salons intérieurs de places V.I.P. pour les entreprises partenaires du club. Les bureaux déménagent en tribune Delacourt et une tour de sécurité est construite entre cette tribune et la Trannin. La capacité est abaissée à 41 333 places.
En août 2007, les grilles du stade sont abaissées à 120 centimètres, ce qui augmente la visibilité mais surtout rapproche le public des joueurs. Cette même année, deux écrans géants sont installés dans les coins du stade afin de pouvoir accueillir la Coupe du monde de rugby organisée par la France.
En 2008-2009, avec la descente en Ligue 2 et donc une baisse d'affluence, les niveaux 2 des tribunes Trannin et Delacourt sont fermés, mais rouverts ponctuellement lors des « matchs de galas ». La capacité baisse d'ailleurs de quatre places, et atteint désormais le chiffre de 41 229.
Le prix des places et des abonnements se situe dans les plus bas de France, en particulier pour les tribunes populaires, souhait de Gervais Martel, président du club à l'époque.

#### Rénovation pour l'Euro 2016
Alors que la France est pressentie pour organiser l'Euro 2016, les dirigeants du RC Lens et ceux de la ville décident de planifier la rénovation du stade. Le 28 mai 2010, le dossier français est officiellement choisi et un peu moins d'un an plus tard, le stade Bollaert est désigné comme étant l'un des neuf stades titulaires pour le déroulement de la compétition.
Le permis de construire est déposé mi-mars 2011. Après un an de procédures administratives, le début des travaux est prévu pour février 2012, l'inauguration pour mars 2014 et le nombre des abonnements est même limité par le club dans les tribunes concernées, pour lesquelles on évoque également une fermeture partielle. Le coût de la rénovation, dont l'étude a été confiée en décembre 2007 au cabinet toulousain Cardete Huet Architectes associé à Pierre Ferret (architecte déjà demandé pour le Grand stade Lille Métropole), est estimé à 111 millions d'euros. Il doit être en partie couvert grâce à des subventions accordées par l'État (douze millions d'euros) et la région (25 millions) et par des prêts consentis par la communauté d'agglomération de Lens-Liévin (vingt millions d'euros) et le Conseil général du Pas-de-Calais (quinze millions).
Un agrandissement de la tribune Marek-Xercès est prévu, faisant passer sa capacité de 8 000 à 14 000 places et celle du kop lensois à 6 000 places. Le stade doit pouvoir accueillir 44 000 personnes en version championnat de France et 40 000 en « version européenne ». D'autres parties de l'enceinte doivent aussi bénéficier d'améliorations : le toit doit être agrandi afin de mieux protéger les spectateurs (sa rétractabilité, un temps envisagée, est finalement abandonnée pour cause de surcoût important), un système de récupération d'eau de pluie et des panneaux photo-voltaïques doivent être installés.
Cependant, de graves problèmes financiers interrompent le processus et le retrait de Bollaert de l'Euro 2016 est même évoqué.

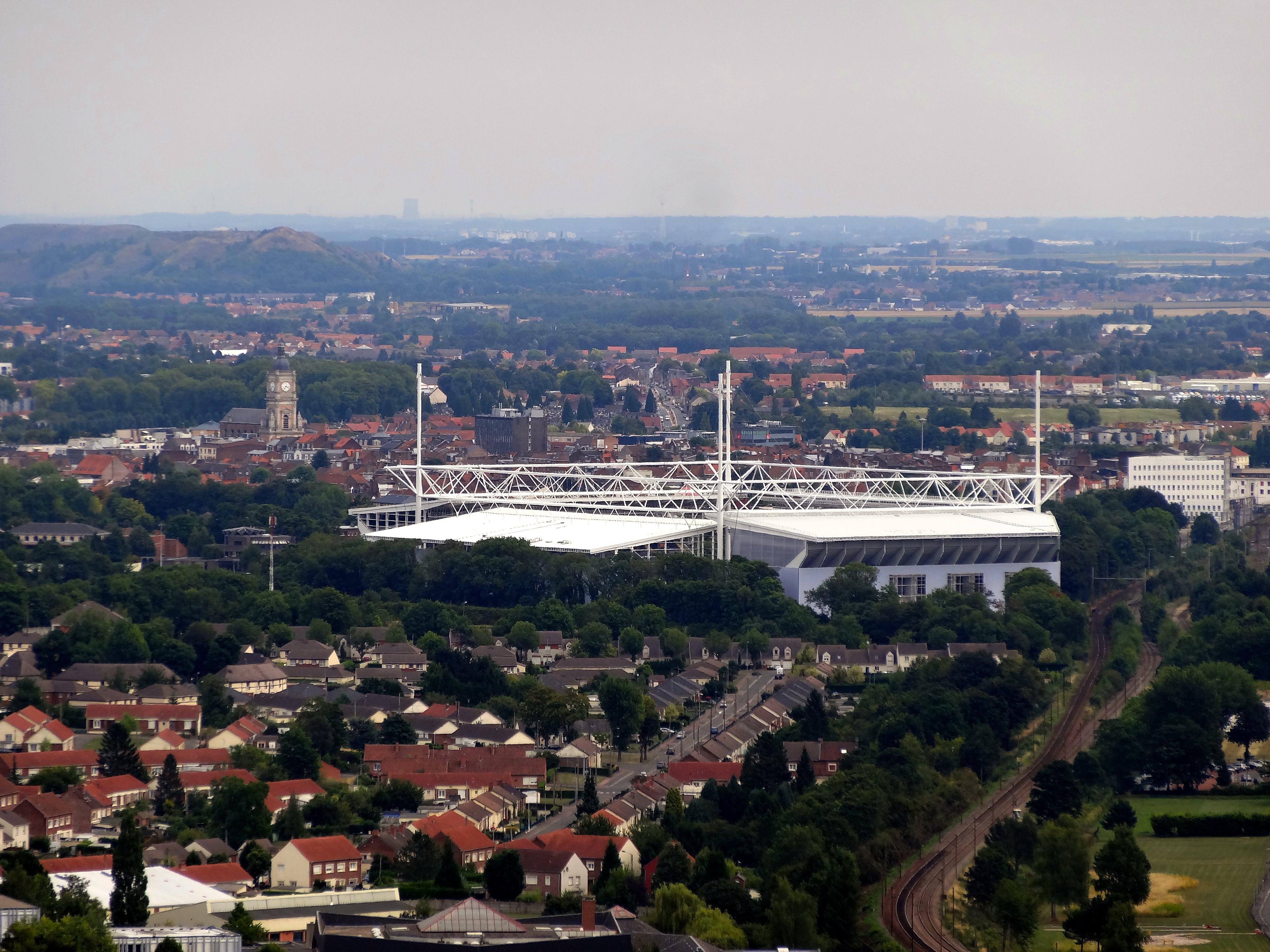
Le stade rénové, vu depuis le site du 11-19.

Il faut finalement attendre le 27 août 2012 pour que Guy Delcourt, maire de la ville, annonce la signature du permis de construire. Le 20 septembre, le Conseil régional adopte à la majorité un projet de montage financier permettant la rénovation du stade Bollaert ; lors du même vote est acté le principe selon lequel la région récupère dans ce projet le rôle de maîtrise d'ouvrage. Tout est finalement bouclé en décembre avec l'aide du Crédit agricole, nouveau propriétaire du Racing Club de Lens. Le projet de rénovation est alors revu à la baisse, son coût passant dès lors aux alentours des 70 millions d'euros. Les travaux, qui concernent toujours les quatre tribunes, doivent débuter en début d'année 2014 et se terminer en décembre 2015. Une délocalisation des matches du RC Lens lors de la saison 2014-2015 est aussi évoquée. En mars 2013, la convention de rénovation du stade est signée après un dernier vote du Conseil régional. Dans les mois qui suivent, la délocalisation annoncée est confirmée par les dirigeants lensois, ainsi que la baisse de la capacité du stade, réduite à 35 000 places dont 32 300 dédiées au grand public après les travaux afin de répondre aux normes de l'UEFA.
En définitive, les travaux débutent en mai 2014 et prennent fin en juin ou juillet 2015. Le nombre de places est fixé à 38 223.
En septembre 2017, la chambre régionale des comptes rend un rapport où elle indique que la rénovation a bénéficié d’un taux de subventions publiques de 84 % (le Conseil régional se substituant en grande partie aux obligations du club locataire).

#### Changement de nom

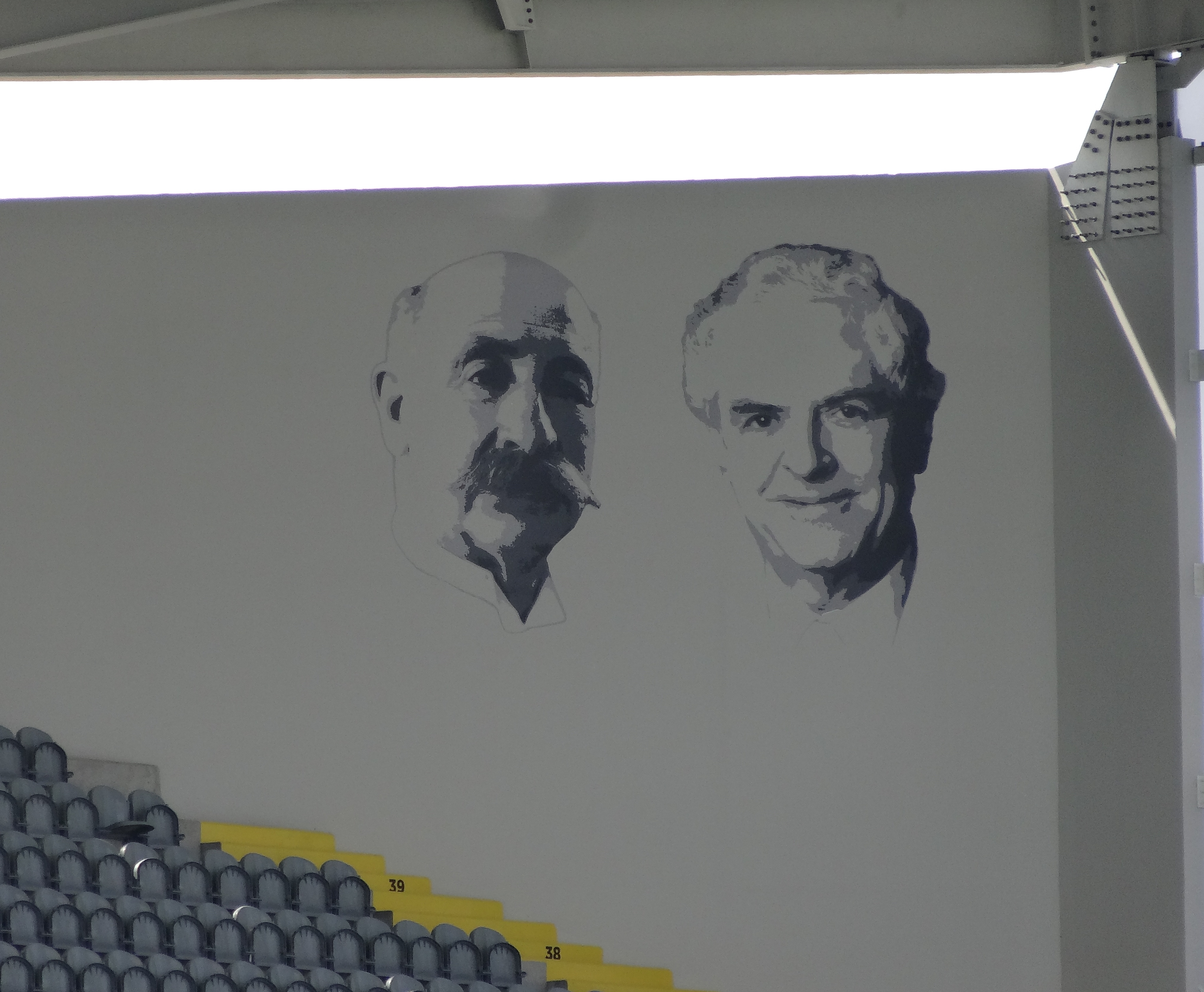
Figures de Félix Bollaert et André Delelis dans la tribune Lepagnot du stade rénové.

Le 29 septembre 2012, la ville de Lens, propriétaire du stade, décide par délibération du conseil municipal d'accoler au nom de Bollaert celui d'André Delelis, maire de Lens et ministre du gouvernement Pierre Mauroy, décédé quelques semaines plus tôt.

#### Retour des tribunes debout
En 2018, le stade a été choisi, aux côtés des stades d'Amiens, de Sochaux et de Saint-Étienne, pour expérimenter des tribunes debout, interdites depuis la catastrophe de Furiani en 1992. C'est la tribune Marek, siège du kop lensois, qui a été choisie pour ce test.

## Structure et équipements
Le stade porte à la fois les marques de son histoire, et de la rénovation entreprise à l'occasion de la Coupe du monde de football. Toutes les places sont assises, mais les supporteurs les occupent pourtant debout dans la partie centrale de la Marek. La Marek, tribune latérale populaire, considérée comme le cœur du « kop » lensois, est d'ailleurs l'une des particularités de ce stade. En effet, dans de nombreux stades, les supporteurs les plus fervents se placent derrière les buts.

### Tribune Trannin
Henri Trannin, gardien de but au club à 18 ans, directeur sportif du RCL de 1952 à 1956, décédé en juillet 1974 ; cette tribune est inaugurée le 4 décembre 1976. Située à gauche des bancs de touche, c'est la première grande tribune construite en 1977 en lieu et place du virage ouest. À l'occasion de la Coupe du monde 1998, elle est totalement reconstruite, passant de 12 000 places debout à 12 226 places assises réparties sur trois niveaux. La capacité est ramenée à 12 178 places en juillet 2008.
Sa forme en biseau est due au passage de la ligne Arras - Dunkerque-Locale. C'est au premier niveau, du côté de la tribune Lepagnot, que les supporters adverses prennent place, disposant de tout le niveau en cas de gros déplacement.

### Tribune Delacourt
Élie Delacourt est un ancien président des supporters. La tribune Élie-Delacourt fait face à la Trannin. Son architecture est semblable.
Reconstruite en 1996, elle peut accueillir 12 526 spectateurs, ce qui en fait la plus grande tribune du stade. Grâce à l'abaissement des grilles en 2004, la capacité a pu être amenée à 12 577 places. Mais avant le championnat d'Europe des Nations en 1984, elle pouvait accueillir 20 000 places debout.
Depuis 2004, elle héberge les services administratifs du stade.

### Tribune Lepagnot
Max Lepagnot est un ancien dirigeant et président du district d'Artois. La tribune Max-Lepagnot est dans un premier temps agrandie à l'occasion du championnat d'Europe des Nations de 1984, puis totalement reconstruite pour la Coupe du monde de 1998.
Cette tribune latérale peut accueillir 7 980 spectateurs en place assises réparties sur trois niveaux. La Lepagnot première occupe la partie basse. La Lepagnot Honneurs et Présidentielles s'étendent sur les deux autres niveaux. Entre la Lepagnot 1re et le premier niveau, se trouvent deux niveaux intermédiaires : Privilège et Prestige réservés aux partenaires du club.
Cette tribune abrite aussi les vestiaires, tribunes de presses, installations sportives et de soins ainsi que des salons.

### Tribunes Marek - Xercès

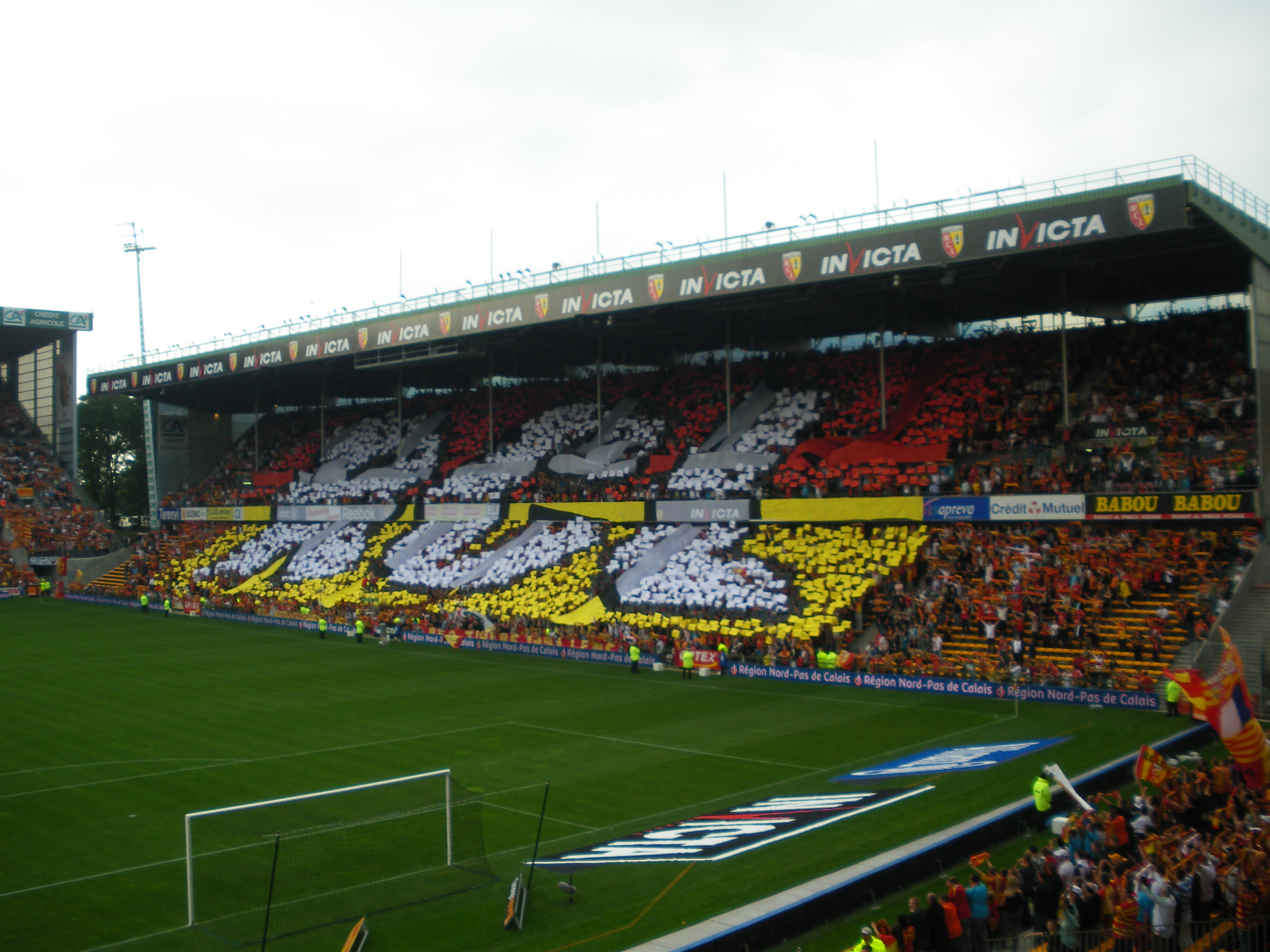
La Marek - Xercès lors de Lens - Lille, le 20 septembre 2009.

Tony Marek est un ancien joueur et entraîneur du Racing et Xercès Louis est international dans les années cinquante. Les tribunes Tony-Marek et Xercès-Louis forment chacune deux niveaux, et sont situées face à Lepagnot.
En 1978, elles sont reconstruites en lieu et place des anciennes secondes. Les parties hautes et basses pouvaient accueillir respectivement 5 000 spectateurs assis et 10 000 debout.
Des supporters persistent à les appeler encore par leurs anciens noms : tribune panoramique pour la Xercès et seconde pour la Marek. Après la rénovation dû à la Coupe du monde de 1998, cette tribune permet une capacité de 8 494 places assises. Cette tribune a la particularité, pour une latérale, d'accueillir le célèbre Kop lensois.

## Événements

### Football

#### Euro 84
Deux rencontres se sont déroulées à Bollaert durant cette compétition : Belgique / Yougoslavie (2/0) et RFA / Roumanie (2/1).
| Date         | Heure | Équipe 1             | Équipe 2    | Résultat | Tour               | Affluence |
| ------------ | ----- | -------------------- | ----------- | -------- | ------------------ | --------- |
| 13 juin 1984 | 20:30 | Belgique             | Yougoslavie | 2-0      | 1er tour, groupe A | 40 000    |
| 17 juin 1984 | 17:15 | Allemagne de l'Ouest | Roumanie    | 2-1      | 1er tour, groupe B | 31 803    |

#### Coupe du monde 1998
Lens a été ville hôte de la Coupe du monde 1998. Six rencontres s'y sont déroulées dont le huitième de finale entre la France et le Paraguay : Arabie Saoudite / Danemark (0/1), Espagne / Bulgarie (6/1), Allemagne / Yougoslavie (2/2), Colombie / Angleterre (0/2), Jamaïque / Croatie (1/3) et donc le 1/8 de finale entre la France et le Paraguay (1/0) où Laurent Blanc inscrit un but or au gardien José Luis Chilavert.
Le 21 juin 1998, lors du match Allemagne / Yougoslavie, le gendarme Nivel est grièvement blessé par des hooligans allemands. Miroslav Blažević, le sélectionneur croate, porta un képi durant le reste de la Coupe du monde pour lui rendre hommage.
| Date         | Heure | Équipe 1        | Équipe 2    | Résultat     | Tour               | Affluence |
| ------------ | ----- | --------------- | ----------- | ------------ | ------------------ | --------- |
| 12 juin 1998 | 17:30 | Arabie saoudite | Danemark    | 0-1          | 1er tour, groupe C | 38 140    |
| 14 juin 1998 | 21:00 | Croatie         | Jamaïque    | 3-1          | 1er tour, groupe H | 38 058    |
| 21 juin 1998 | 14:30 | Allemagne       | Yougoslavie | 2-2          | 1er tour, groupe F | 38 100    |
| 24 juin 1998 | 21:00 | Espagne         | Bulgarie    | 6-1          | 1er tour, groupe D | 38 100    |
| 26 juin 1998 | 21:00 | Colombie        | Angleterre  | 0-2          | 1er tour, groupe G | 38 100    |
| 28 juin 1998 | 16:30 | France          | Paraguay    | 1-0 (b.e.o.) | 1/8e de finale     | 38 100    |

#### Euro 2016
Le stade accueille trois rencontres de la phase de groupes (groupes A, B et D), ainsi qu'un 1/8 de finale opposant le premier du groupe D (la Croatie) au troisième du groupe F (le Portugal, futur vainqueur de l'épreuve).

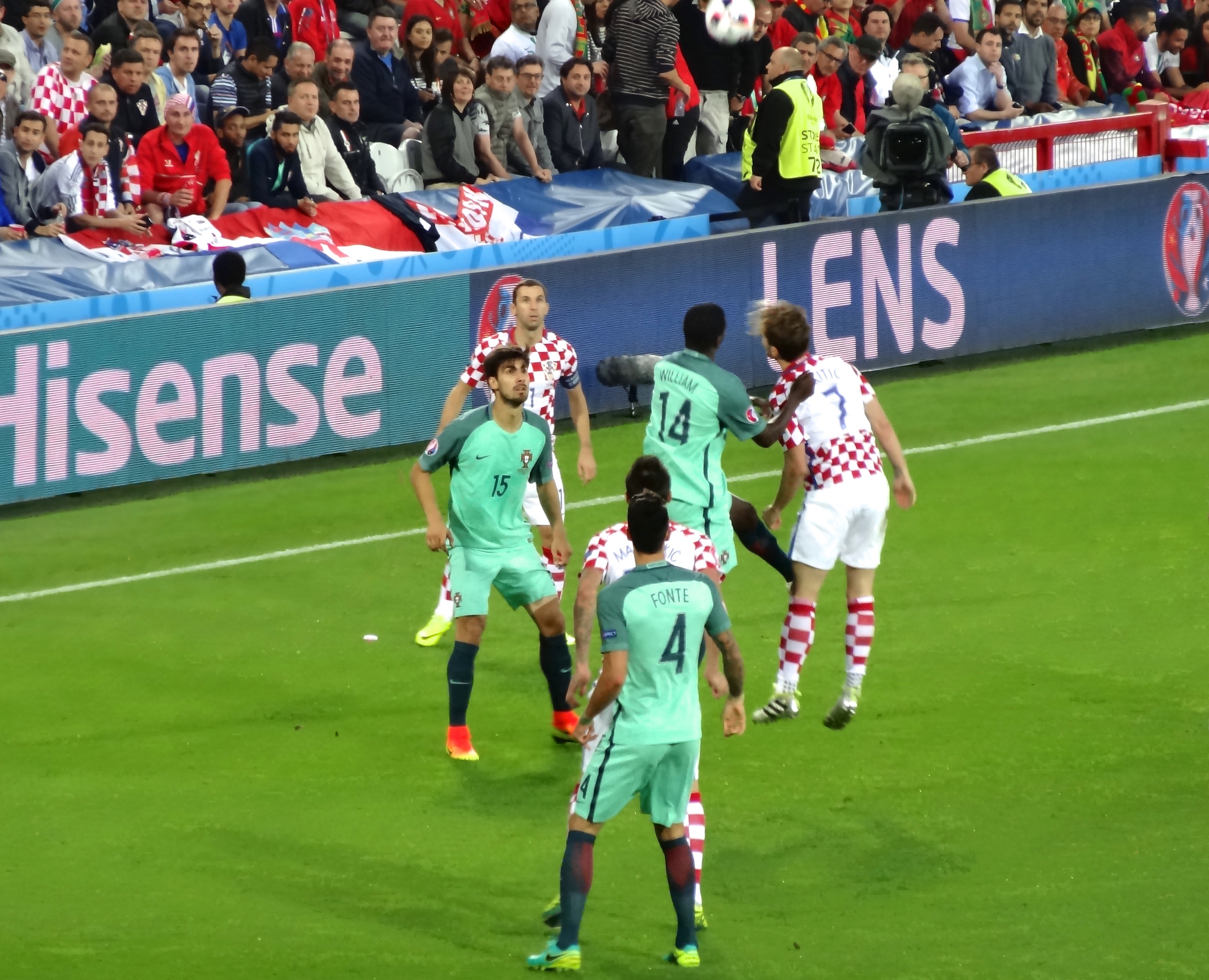
Croatie - Portugal à Lens.

| Date         | Heure | Équipe 1   | Équipe 2       | Résultat | Tour               | Affluence |
| ------------ | ----- | ---------- | -------------- | -------- | ------------------ | --------- |
| 11 juin 2016 | 15:00 | Albanie    | Suisse         | 0 - 1    | 1er tour, groupe A | 33 805    |
| 16 juin 2016 | 15:00 | Angleterre | Pays de Galles | 2 - 1    | 1er tour, groupe B | 34 033    |
| 21 juin 2016 | 21:00 | Tchéquie   | Turquie        | 0 - 2    | 1er tour, groupe D | 32 836    |
| 25 juin 2016 | 21:00 | Croatie    | Portugal       | 0 - 1 ap | 1/8e de finale     | 33 523    |

#### Équipe de France
Depuis 1976 et après neuf matchs, les Bleus sont toujours invaincus au stade Bollaert. Lorsque l'Équipe de France se déplaçait à Bollaert, elle était logée à l'hôtel du Golf d'Arras[réf. nécessaire], propriété du président du RC Lens, Gervais Martel[réf. nécessaire] (en 2016 ils logeaient à la Chartreuse du Val Saint Esprit de Gosnay).
| Liste des matchs de l'équipe de France de football disputés au stade Bollaert-Delelis | Liste des matchs de l'équipe de France de football disputés au stade Bollaert-Delelis | Liste des matchs de l'équipe de France de football disputés au stade Bollaert-Delelis | Liste des matchs de l'équipe de France de football disputés au stade Bollaert-Delelis | Liste des matchs de l'équipe de France de football disputés au stade Bollaert-Delelis | Liste des matchs de l'équipe de France de football disputés au stade Bollaert-Delelis | Liste des matchs de l'équipe de France de football disputés au stade Bollaert-Delelis |
| N°                                                                                    | Date                                                                                  | Match                                                                                 | Score                                                                                 | Compétition                                                                           | Affluence                                                                             |                                                                                       |
| ------------------------------------------------------------------------------------- | ------------------------------------------------------------------------------------- | ------------------------------------------------------------------------------------- | ------------------------------------------------------------------------------------- | ------------------------------------------------------------------------------------- | ------------------------------------------------------------------------------------- | ------------------------------------------------------------------------------------- |
| 1                                                                                     | 24 avril 1976                                                                         | France - Pologne                                                                      | 2-0                                                                                   | Match amical                                                                          | 14 490                                                                                |                                                                                       |
| 2                                                                                     | 5 juin 1992                                                                           | France - Pays-Bas                                                                     | 1-1                                                                                   | Match amical                                                                          | 40 000                                                                                |                                                                                       |
| 3                                                                                     | 11 octobre 1997                                                                       | France - Afrique du Sud                                                               | 2-1                                                                                   | Match amical                                                                          | 29 672                                                                                |                                                                                       |
| 4                                                                                     | 28 juin 1998                                                                          | France - Paraguay                                                                     | 1-0 ap b.e.o.                                                                         | Coupe du monde 1998 (8e de finale)                                                    | 38 100                                                                                |                                                                                       |
| 5                                                                                     | 29 mars 2003                                                                          | France - Malte                                                                        | 6-0                                                                                   | Éliminatoires de l'Euro 2004                                                          | 40 775                                                                                |                                                                                       |
| 6                                                                                     | 3 septembre 2005                                                                      | France - Îles Féroé                                                                   | 3-0                                                                                   | Éliminatoires de la Coupe du monde 2006                                               | 40 115                                                                                |                                                                                       |
| 7                                                                                     | 31 mai 2006                                                                           | France - Danemark                                                                     | 2-0                                                                                   | Match amical                                                                          | 40 000                                                                                |                                                                                       |
| 8                                                                                     | 26 mai 2010                                                                           | France - Costa Rica                                                                   | 2-1                                                                                   | Match amical                                                                          | 37 539                                                                                |                                                                                       |
| 9                                                                                     | 15 novembre 2016                                                                      | France - Côte d'Ivoire                                                                | 0-0                                                                                   | Match amical                                                                          | 34 906                                                                                |                                                                                       |

#### Équipe de France féminine
L'équipe de France féminine a également joué au stade Félix-Bollaert. Après sa quatrième place acquise à la Coupe du monde 2011, elle y dispute un match amical de rentrée à le 24 août 2011. Elle s'impose 2-0 face à la Pologne devant 18 305 spectateurs. Les buts sont marqués par Élodie Thomis et Élise Bussaglia en première mi-temps. Le stade Bollaert a également accueilli une rencontre de barrage pour la Coupe du monde féminine de 2003 opposant les Françaises aux Danoises. Le match s'est terminé sur le score de 2-0 en faveur de l’Équipe de France.

#### Ligue des Champions
- RC Lens :

Lens a joué trois éditions de la Ligue des champions dans son stade fétiche. En 1998-1999 le Racing reçoit Arsenal (1-1), le Panathinaïkos (1-0) et le Dynamo Kiev (1-3). En 2002-2003, c'est au tour du Bayern Munich (1-1), de La Corogne (3-1) et du Milan AC (2-1) de se déplacer à Bollaert où les Sang et Or restent invaincus. En 2023-2024 c'est le retour de cette prestigieuse coupe d'Europe dans l'antre des sangs et or après une vingtaine d'année. C'est Arsenal qui inaugure le retour de cette LDC et le RC Lens marque les esprits du football français avec une victoire 2-1 face aux "Gunners" (surnom donné à Arsenal) dans une ambiance exceptionnelle. C'est ensuite au tour du PSV Eindhoven (1-1) et du FC Séville (2-1) de se déplacer lors de cette édition.
Le Stade Bollaert a également accueilli les nombreuses rencontres de Coupe des Coupes et de Coupe de l'UEFA du RC Lens. Les supporters se souviendront notamment d'un mythique Lens / Lazio Rome le 2 novembre 1977 (victoire 6/0 de Lens).
- Lille OSC :

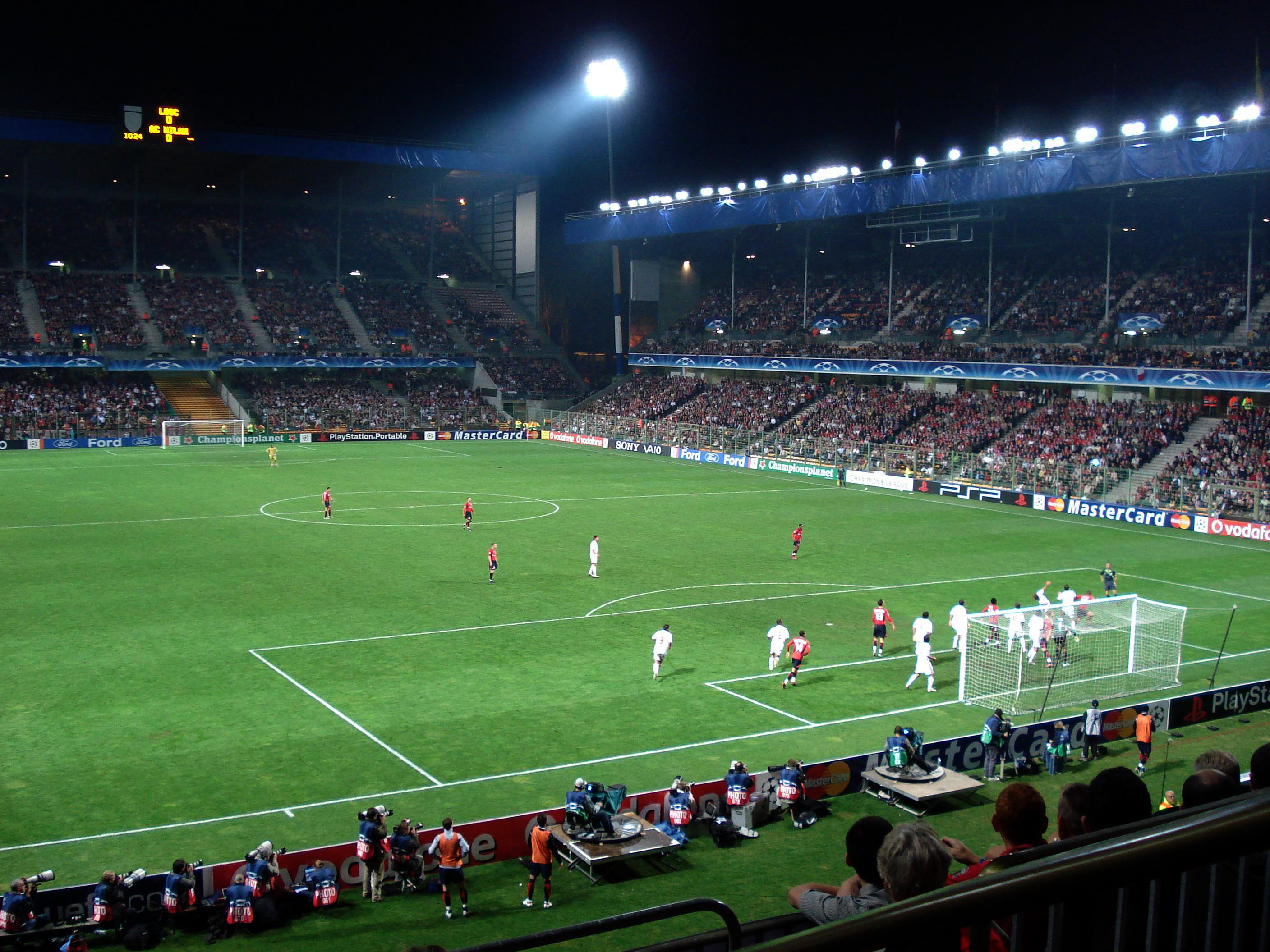
Bollaert accueille la Ligue des champions pour Lille / Milan AC

Depuis son déménagement au Stadium Nord en 2004, les manquements aux normes de l'UEFA ont forcé le LOSC à délocaliser ses matchs de Ligue des Champions (à partir de la phase des poules), alternant entre le Stade de France et le Stade Bollaert. En acceptant de louer le stade Bollaert à Lille, les rivaux historiques du RC Lens, le président Martel, pourtant très populaire chez le public lensois, s'est attiré les foudres des associations de supporters, Martel argumentant sur la solidarité régionale.
En 2001-2002, Lens accueille Lille / La Corogne (1/1), Lille / Manchester United (1/1) et Lille / Olympiakos (3/1).
En 2006-2007, quatre rencontres se déroulent à Bollaert : Lille / Milan AC (0/0), Lille / AEK Athènes (3/1), Lille / Anderlecht (2/2) et Lille / Manchester United en 1/8 (0/1).
Le 20 février 2007, lors de la rencontre de Ligue des Champions entre Lille et Manchester United, des incidents opposent la police française et les supporters mancuniens, massés dans une tribune visiteurs visiblement bondée. Une spectatrice aura une jambe cassée dans un mouvement de foule. Les spectateurs accuseront la police de brutalités excessives (coups de matraque, gaz lacrymogènes), estimant la sécurité du stade très insuffisante. Ils seront soutenus par le ministre britannique des Sports, Richard Casborn. Le club de Lille et la police française rejetteront la faute sur des spectateurs selon eux entrés dans le stade en fraude, grâce à des billets contrefaits. L'UEFA tiendra Lille pour le principal responsable, lui infligeant le 22 mars une amende près de sept fois supérieure à celle de Manchester.

#### Autres clubs
Avec les normes de la Coupe de France qui deviennent de plus en plus drastiques selon l'avancée de la compétition, le stade Bollaert est souvent mis à la disposition d'autres clubs du Nord-Pas-de-Calais, comme l'US Vermelles, Arras Football, l'AS Loison-sous-Lens, le CS Avion, US Boulogne Côte d'Opale, mais le plus connu reste Calais et son épopée mémorable lors de la Coupe de France 1999-2000 et qui a joué ses matchs des quarts de finale et demi-finale à Lens. Le 23 janvier 2023, le stade Bollaert accueille un 1/16e de finale de Coupe de France entre les voisins de l'US Pays de Cassel (R1) et le Paris Saint-Germain.
Lens a également accueilli un match amical entre le Sénégal et le Japon, le 4 octobre 2001, match remporté par les Sénégalais sur le score de 2-0.
Le 13 janvier 2021, Lens accueille le Trophée des champions qui oppose le Paris Saint-Germain à l'Olympique de Marseille. Le match est organisé en France en raison de la pandémie de Covid-19.

### Rugby

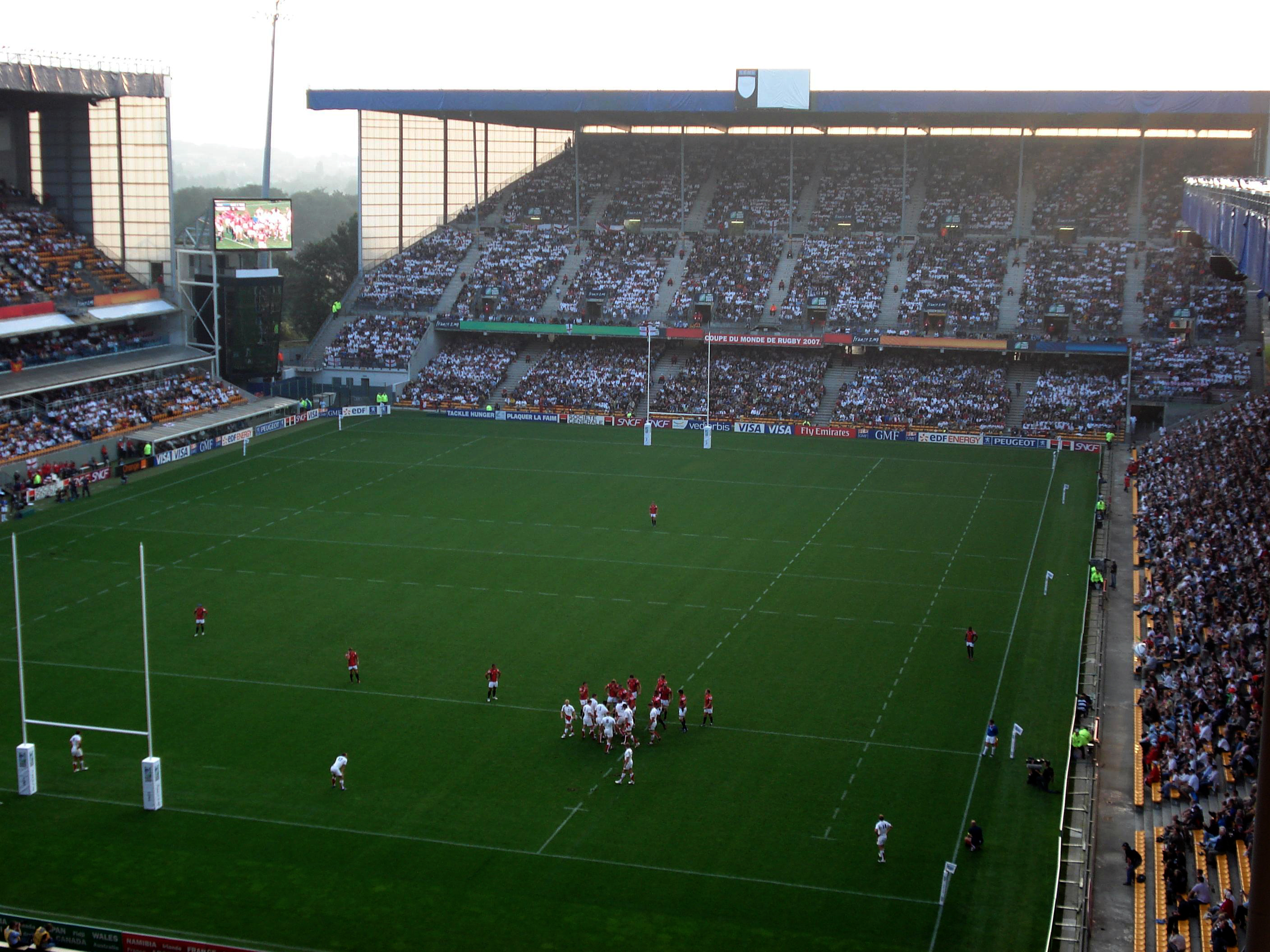
Le stade Bollaert durant la Coupe du monde de rugby 2007 ; rencontre entre l'Angleterre et les États-Unis

Bien qu'étant un stade de football, Bollaert a accueilli plus de coupes du monde de rugby que de football.

#### Coupe du monde 1999
En 1999, la Coupe du monde de Rugby se déroulait en Grande-Bretagne, mais la France a accueilli quelques rencontres. Lens faisait partie des cinq élus avec Saint-Denis, Bordeaux, Toulouse et Béziers. Le Stade Bollaert a accueilli le match de barrages opposant l'Argentine à l'Irlande.
- Argentine : 28 / 24 : Irlande (le 20/10/1999)

#### Coupe du monde 2007
Le stade Bollaert a accueilli trois rencontres de l'édition 2007 qui se déroulait en France. Les deux finalistes (Afrique-du-Sud et Angleterre) sont notamment passés par la pelouse de Bollaert. Les spectateurs se souviendront d'une rencontre spectaculaire entre les Springboks et les Tongiens.
- Angleterre : 28 / 10 : États-Unis (le 08/09/2007)
- Afrique-du-Sud : 30 / 25 : Tonga (le 22/09/2007)
- Géorgie : 30 / 0 : Namibie (le 26/09/2007)

#### Rugby à XIII
Le 20 octobre 2012, l'équipe de France a disputé une rencontre face au pays de Galles (victoire 20-6 devant 11 628 spectateurs).

#### Coupe d'Europe
Le 15 mai 2022, le stade accueille la demi-finale de la Coupe d'Europe de rugby 2022 entre le Racing 92 et le Stade rochelais.

### Cinéma
- 2008 : Le stade est le décor d'une scène du film Bienvenue chez les Ch'tis, tournée lors d'une rencontre entre Lens et Nice en avril 2007. On y entend « Les Corons », chanson entonnée par le public à la fin de la mi-temps.
- 2014 : Le stade est le décor d'une courte scène du film Terre battue. Au vu des dates de sortie du film, la scène a probablement été tournée lors de la saison 2013/2014 de football[précision nécessaire].
- 1978 : Passe ton bac d'abord de Maurice Pialat. Scène dans les secondes.

### Autres
Le club a créé une filiale, Bollaert Développement, pour sous-louer le stade, capable d'accueillir tout type d'événement.
- Concert gratuit de Matt Pokora et Magic System pour le centenaire du RC Lens, le 14 juillet 2006.
- Bollaert Développement a été victime d'un escroc se faisant passer pour l'organisateur des concerts de Robbie Williams. Le préjudice a été estimé à 95 000 euros, et l'auteur de cette supercherie a été condamné à deux ans et demi de prison ferme[31]
- En juillet 2006, Bollaert Développement loue le stade aux Témoins de Jéhovah, qui prévoient d'y tenir un rassemblement régional. Le maire de Lens, Guy Delcourt déplore publiquement que cette assemblée annuelle, qui s'était tenue à Douai les six années précédentes, revienne dans sa ville comme dans les années 1990, tout en reconnaissant qu'il n'a aucun fondement juridique pour l'interdire. Le ministre de l'Intérieur Nicolas Sarkozy rappelle que l'association louant le stade est légalement reconnue, et que sa liberté de réunion ne peut être remise en cause. Le rassemblement se déroule normalement, du 21 au 23 juillet.
- Concert de Johnny Hallyday pour son Tour 66, le 9 juin 2009.
- Concert de Gims dans le cadre de son Dernier Tour , et spectacle totalement 80 , le 31 mai 2024 .

## Affluences à Bollaert

### Affluences moyennes

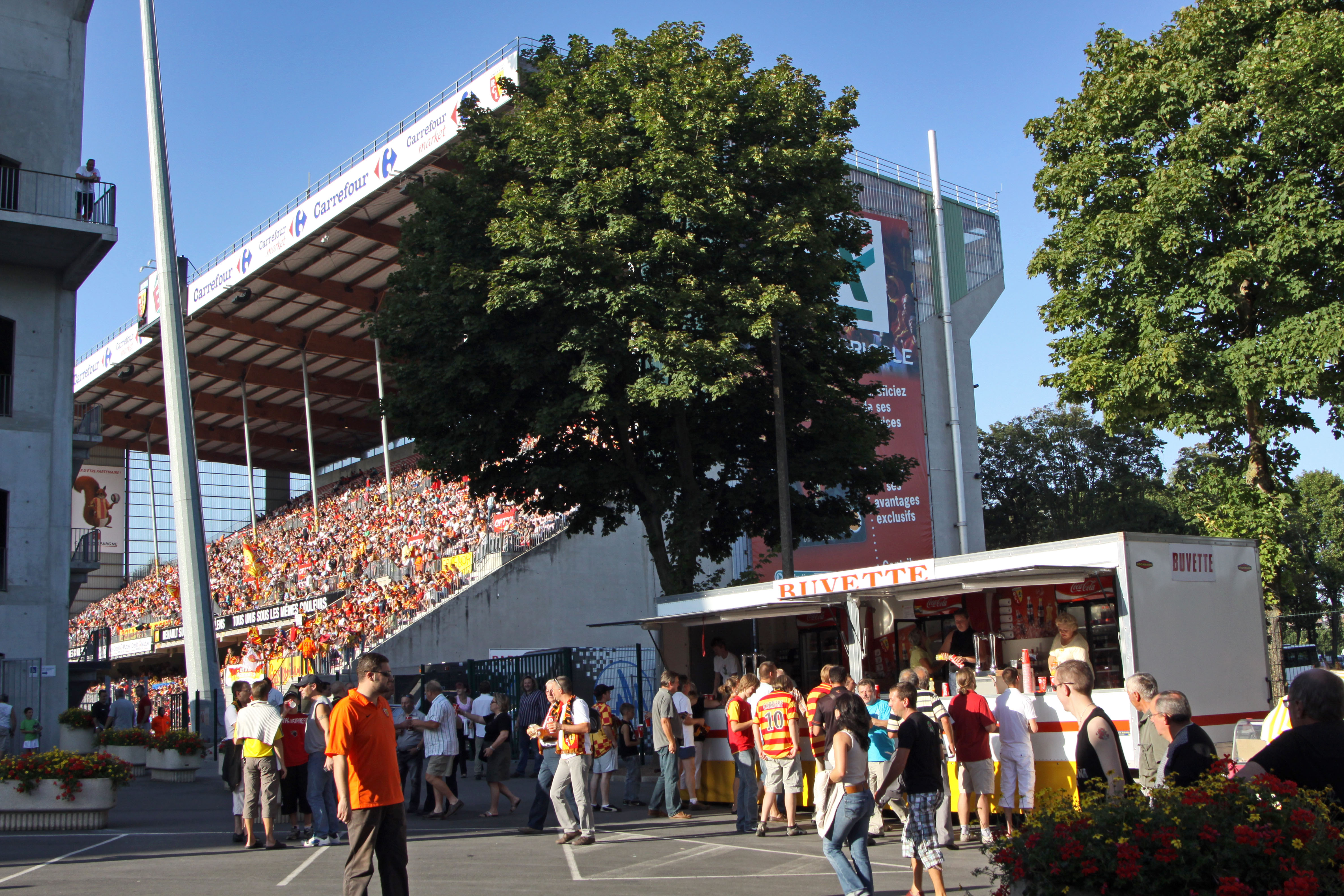
Une friterie aux abords du stade.

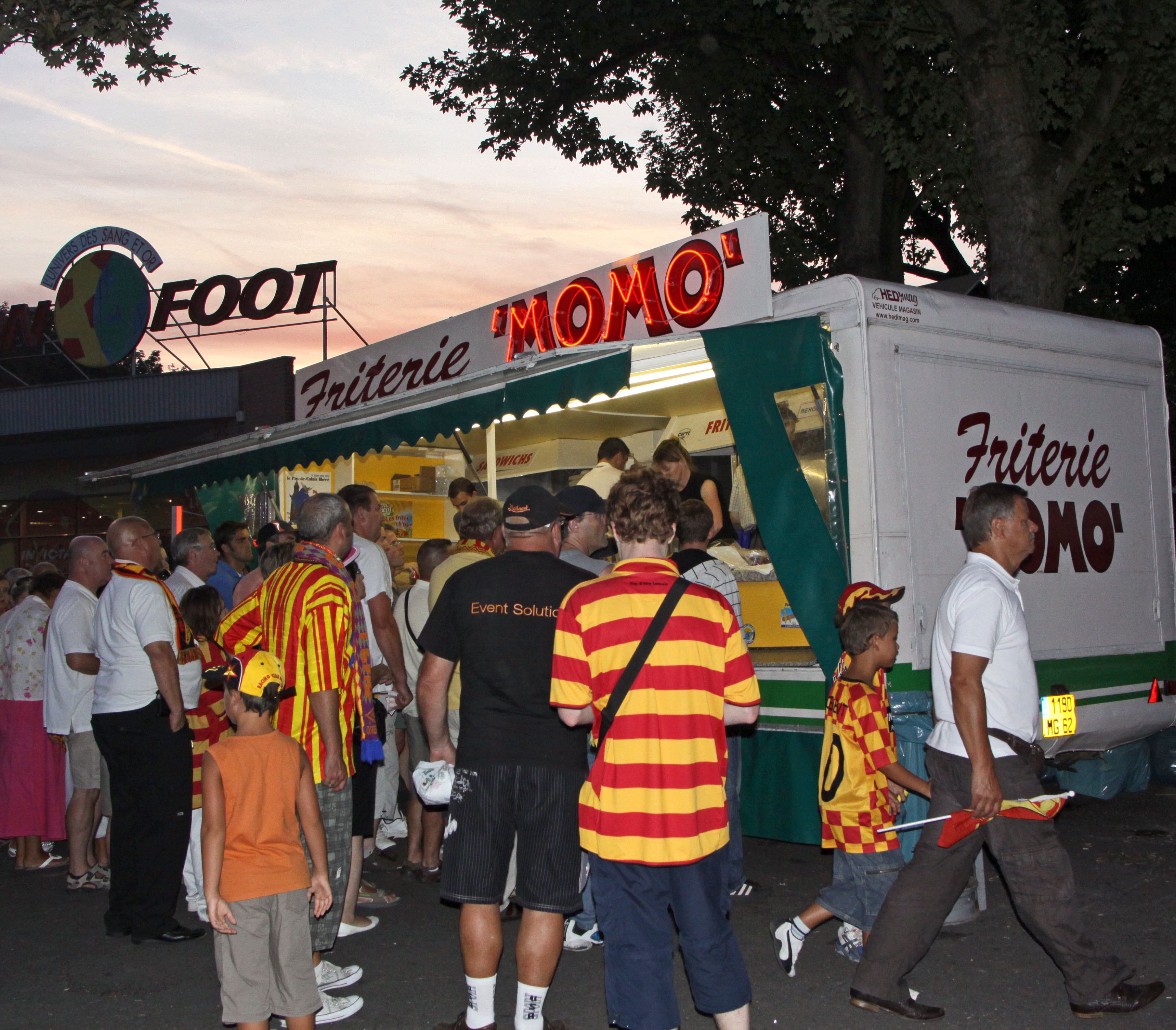
La Friterie « Momo » devant la boutique du club.

|  |

Source : Les affluences au stade Bollaert sur sitercl.com.
|  |

|  |

## Autour de Bollaert

### Les «baraques à frites»
Populaires dans la région, les « baraques à frites » font logiquement leur apparition autour du stade Bollaert vers les années 1980. C'est le groupe Brussel's Café qui s'en charge, avec sa filière Sensas, spécialisée dans le domaine de la friterie ambulante. Plusieurs baraques sont donc installées autour du stade ainsi qu'à l'intérieur, entre les différentes entrées et les tribunes. Forte de son succès, l'entreprise devient même partenaire officiel du club, tout comme Dambrine JP.
Depuis le succès du film de Dany Boon, Bienvenue chez les Ch'tis, la friterie « Momo » du film, qui a permis de faire décoller les ventes de baraques à frites partout en France, stationne à l'entrée du stade tous les soirs de match. Rachetée par Jean-Paul Dambrine, grand vendeur de frites dans la région, elle propose cette fois-ci de véritables frites-fricadelles-piccalilli.

### La boutique Émotion Foot
Depuis juin 1998, le Racing Club de Lens a mis à disposition à l'entrée du stade Bollaert un magasin unique en son genre, offrant un choix de plus de 2 800 références disposées au sein d'une surface grande de 600 mètres carrés,.

## Accès
Bénéficiant du large réseau autoroutier desservant la région Nord-Pas-de-Calais, Lens est accessible par autoroute depuis Paris, Amiens, Lille ou Calais. À chaque entrée de la ville, mais aussi sur l'autoroute A21, la direction du stade est indiquée, ce qui facilite grandement son accès. L'aéroport de Lille - Lesquin se situe à une trentaine de kilomètres du stade. Celui de Roissy-Charles-de-Gaulle est quant à lui éloigné de 170 kilomètress, via l'autoroute A1. Desservie par la ligne d'Arras à Dunkerque-Locale, la gare de Lens est située à cinq minutes du stade Bollaert. Le stade est également situé à proximité du nouveau musée du Louvre-Lens, dont les visiteurs utilisent d'ailleurs les mêmes parkings.
Pour accéder au stade, la rue Édouard-Bollaert est la plus utilisée, et donne directement sur les espaces de stationnement. Grands de plus de 28 000 mètres carrés, ils sont au nombre de quatre. Deux d'entre eux sont réservés au public, les deux autres étant utilisés pour les autobus et les entreprises. La proximité du centre-ville (700 mètres) offre également de nombreuses solutions de stationnement non payant, permettant une sortie plus aisée après la rencontre, les parkings avoisinant le stade étant régulièrement bondés et les rues autour de Bollaert-Delelis très empruntées.